# Hakim Benchamach
Hakim Benchamach (né le 12 septembre 1963 à Bni Bouayach, Maroc) est un homme politique marocain. Il est, depuis 2015, le président de la Chambre des conseillers marocaine.

## Biographie
Hakim Benchamach  est né le 12 septembre 1963 à Beni Bouayach, Maroc. Il obtient son baccalauréat en 1984 dans la filière lettres modernes. Ensuite il intègre la faculté de droit de Oujda. Il devient un militant et activiste de la gauche radicale au sein de l’Union nationale des étudiants marocains (UNEM).
Il rejoint le mouvement estudiantin Annahj, d’obédience marxiste-léniniste. En 1984, il est arrêté et fait deux ans de prison à la prison civile d’Oujda.
Par la suite, il obtient une licence en sciences politiques et un doctorat. Il a également préparé une thèse de doctorat dans le domaine de la pensée politique.

### Carrière d'enseignant
De 1993 à 1994, Hakim Benchamach est professeur visiteur à la faculté de droit de l’université Mohammed V-Rabat. Puis, de 1994 à 2001, il est enseignant chercheur à la faculté de droit à l’université Moulay-Ismaïl de Meknès. En 2011, il est nommé professeur assistant à la faculté de droit de Souissi de l'université Mohammed-V de Rabat, un poste qu'il occupe jusqu'en 2014. 

### Carrière politique
À la suite du tremblement de terre d'Al Hoceima en 2004, il décide de fonder l’Association du Rif pour la solidarité et le développement, dont la mission est de rassembler les cadres originaires de la région du Rif et de trouver des fonds pour aider les victimes du tremblement de terre.
En 2008, il cofonde le « Mouvement pour tous les démocrates » (MTD) initié par Fouad Ali El Himma. Ce mouvement va devenir le PAM (Parti authenticité et modernité) quelque temps plus tard, un parti dont il est le secrétaire général adjoint de février 2009 à février 2012. De 2009 à 2015, il est le président de son groupe parlementaire. Surnommé le « pitt-bull du PAM », il est alors l'un des farouches adversaires du Parti de la justice et du développement (PJD, parti islamiste) et devient célèbre pour son altercation avec les députés islamistes leur signalant que « le diable se cache derrière votre barbe ». 
En 2015, il se présente aux élections pour la présidence de la Chambre des conseillers du Maroc. Une élection qu'il remporte à une voix près. Il occupe ainsi une place importante dans la hiérarchie politique marocaine (le président de la Chambre des conseillers du Maroc étant la quatrième personnalité politique du Maroc après le roi, le chef du gouvernement et le président de la Chambre des représentants).
En mai 2018, il est élu à la tête du parti PAM, remportant 439 des 529 voix exprimées par le conseil national du parti
En 2018, il est reconduit en tant que président de la Chambre des conseillers du Maroc en remportant 63 votes sur 91 bulletins valides,.

### Vie privée
Hakim Benchamach a deux filles. Il est le fils de Mohamed Benchamach, un proche d’Abdelkrim El Khattabi, le leader du Rif, qui a passé cinq ans dans les geôles de Hassan II pour avoir participé aux émeutes sanglantes de 1958. Son frère aîné, M’hamed, a vécu en exil pendant quinze ans, au Danemark, puis aux Pays-Bas.
Une source proche du président de la deuxième Chambre a confirmé qu’il demanderait à la justice et aux institutions étatiques concernées d’enquêter sur son activité financière depuis l’époque où il présidait la province de Yacoub El Mansour à Rabat, et de le poursuivre judiciairement s’il se trouvait impliqué dans un acte illégal.

## Prix et reconnaissances
En avril 2021, il est décoré de la médaille du Mérite et d'estime « José Joaquín de Olmedo » par l'Assemblée nationale de l'Équateur.